# الدعارة في مالي
إن الدعارة في مالي قانونية، في حين تعدّ الأنشطة التي يدخل فيها أطراف ثالثة كالقوادة نشاطات مخالفة للقانون. وتنتشر الدعارة على نحوٍ شائع في المدن المالية. يُقدر برنامج الأمم المتحدة المشترك لفيروس نقص المناعة البشرية/الإيدز عدد العاهرات بالبلاد بنحو 35,900 عاهرة. والدعارة في تزايد بالبلاد، حيث لجأت العديد من النساء للعمل بالجنس لكسب قوت عيشهن بسبب الفقر.
قَدِمَ عدد كبير من العاهرات المتواجدات في العاصمة باماكو من نيجيريا ومن غيرها من بلدان غرب أفريقيا. وتتدفق الطالبات العاملات بالجنس خلال شهري يوليو وأغسطس من مناطقٍ عدة من غرب أفريقيا خلال فترة العطلة الصيفية. كما تنتشر الكثير من الحانات الصينية في مالي والتي تشكل مقاراً للدعارة. ويُقدر المبلغ الذي يرسلنه العاملات بالجنس الصينيات إلى بلادهن بحوالي 2 مليار فرنك غرب أفريقي سنوياً. تعمل الكثير من العاهرات النيجيريات في المنطقة المحيطة بمنجم موريلا للذهب.
قامت الجماعات الإرهابية المتطرفة بالسيطرة على شمال مالي في مطلع عام 2012، مما دفع الأمم المتحدة إلى تشكيل وإرسال بعثة الأمم المتحدة المتكاملة المتعددة الأبعاد لتحقيق الاستقرار في مالي (مينوسما) إلى البلاد. وشهد الطلب على الدعارة ارتفاعاً نتيجة تدفق المقاتلين والعسكريين إلى المنطقة. فقدِمتْ العاهرات إلى منطقة جاو من بوركينا فاسو والنيجر وساحل العاج والكاميرون لسد الطلب الذي تزايد بعد قدوم موظفي بعثة الأمم المتحدة.
تعاني مالي من السياحة الجنسية وانتشار الدعارة بين المراهقات، ولا سيما في المدن الكبرى مثل باماكو وكايس وسيغو وموبتي وتمبكتو وجاو وسيكاسو.

## الاتجار الجنسي
تعد مالي من بين البلدان المُصَدّرة والناقلة للنساء والأطفال الذين يجري الاتّجار بهم بغرض الاستغلال الجنسي، كما أنها تشكل وجهةً لهذا النوع من النشاطات الإجرامية. الاتجار الداخلي أكثر انتشاراً من الاتجار بالمرور (العبور) حيث تتعرض النساء والفتيات من بلدان غرب أفريقيا الأخرى ولا سيما نيجيريا إلى الاستغلال في الدعارة والاتجار الجنسي في مالي. تُقدر السلطات النيجيرية عدد الفتيات النيجيريات اللواتي وقعن ضحيةً للاتجار الجنسي في مالي بأكثر من 5,000 فتاة. تخضع بعض المنتميات للسود من الطوارق لممارسات استعبادية تعود جذورها للعلاقات التقليدية في الاستعباد المتوارث وتشير التقارير إلى تدهور أوضاع هؤلاء النساء. كما أن الأفارقة من البلدان الأخرى يقعون عرضة للاتّجار إلى أوروبا عبر كل من الجزائر وليبيا بالدرجة الأولى وعبر موريتانيا بدرجة أقل. يُجند التجار النيجيريين بالاحتيال النساء والفتيات النيجيريات حيث يقدمون وعوداً باصطحابهن إلى أوروبا ولكنهم في حقيقة الأمر يستغلونهن في الاتّجار الجنسي بمالي. وتقع النساء والفتيات الماليات في نهاية المطاف ضحاياً للاتجار الجنسي في الغابون وليبيا ولبنان وتونس.
أجرت بعثة الأمم المتحدة المتكاملة المتعددة الأبعاد لتحقيق الاستقرار في مالي (مينوسما) تحقيقاً عام 2016 في ثلاثة وعشرون قضية نزاع متعلقة بالعنف الجنسيّ واشتملت القضايا على حالاتٍ من الدعارةِ القسريّة والاستعباد الجنسي في مدن جاو وتمبكتو وكيدال وأحد مخيمات اللاجئين في موريتانيا. حققت بعثة مينوسما مع أربع أعضاء من تحالف حركة الدفاع الذاتي طوارق إيمغاد وحلفائهم (GATIA) وثلاثة أعضاء من قوات الدفاع والأمن الماليَّة (MDSF) ومع مدنيين، ولكن لم تُبلغ البعثة عن إجراء أية محاكمات أو إدانات جنائية بتهم الاتّجار بالبشر.
يُجرّم (القانون 2012-023) المرتبط بمحاربة الاتّجار بالبشر والممارسات المشابهة جميع أشكال الاتّجار بالأطفال والبالغين على حدٍ سواء. يحدد القانون عقوبة السجن لمدة تتراوح من خمس إلى عشر سنين ويحدد السجن لمدة أقصاها عشرين عاماً في القضايا التي تنطوي على ظروف متفاقمة.
صنّف مكتب مراقبة ومحاربة الاتّجار بالبشر التابع لوزارة الخارجية الأمريكية مالي من بلدان الفئة الثالثة في تقرير الوزارة حول الاتّجار بالبشر الصادر عام 2017.